# Gaucie (rejon smorgoński)
Gaucie (biał. Гавуці; ros. Гаути) − wieś na Białorusi, w obwodzie grodzieńskim, w rejonie smorgońskim, w sielsowiecie Korzenie.

## Historia
W czasach zaborów wieś w gminie Soły, w powiecie oszmiańskim, w guberni wileńskiej Imperium Rosyjskiego.
Po I wojnie światowej pod administracją polską, w Zarządzie Cywilnym Ziem Wschodnich. W latach 1920–1922 w składzie Litwy Środkowej.
Od 11 kwietnia 1922 wieś leżała w Polsce, w województwie wileńskim, w powiecie oszmiańskim, w gminie Soły.
W 1931 w 57 domach zamieszkiwały 322 osoby.
Wierni należeli do parafii rzymskokatolickiej w Sołach. Miejscowość podlegała pod Sąd Grodzki w Oszmianie i Okręgowy w Wilnie; właściwy urząd pocztowy mieścił się w Sołach.
Znajduje się tu pomnik i cmentarz niemieckich żołnierzy poległych w czasie I wojny światowej.
Po II wojnie światowej w granicach Związku Sowieckiego. Do 1896 roku w sielsowiecie Soły. Od 1991 w niepodległej Białorusi.